# Volcán Tinguiririca
El Tinguiririca es un volcán activo, temporalmente en estado pasivo, de 4260 m s. n. m. de altitud, localizado en la Zona Central de Chile. Es del tipo estratovolcán. Administrativamente, se encuentra circunscrito a la comuna de San Fernando, provincia de Colchagua, en la Región de O'Higgins. 

## Actividad
La última erupción registrada del volcán ocurrió en 1917. Los geólogos lo califican como de amenaza volcánica de tipo «explosivo», puesto que ya se han registrado este tipo de erupciones en él.
Según documentos emanados desde Sernageomin, «de su actividad histórica se posee un registro muy pobre. Algunas crónicas mencionan actividad eruptiva en 1779 y 1830, además de la última erupción que habría ocurrido en 1917, momento a partir del cual ha presentado una constante actividad fumarólica».

## Accidente aéreo
Contra una de sus laderas chocó, en octubre de 1972, el vuelo 571 de la Fuerza Aérea Uruguaya en el que viajaban, entre otros, jugadores del equipo de rugby Old Christians Club de Uruguay, desencadenando la serie de sucesos que se ha dado en llamar «El milagro de los Andes», en el que un grupo de sobrevivientes debió recurrir a la antropofagia y alimentarse de los fallecidos en el accidente.